# Omer Adam
Omer Adam (hebr. ‏עומר אדם‎; ur. 22 października 1993) – izraelski piosenkarz.

## Życiorys

### Wczesne lata
Urodził się w Stanach Zjednoczonych w izraelskiej rodzinie. Jego ojciec Janiw Adam był górskim Żydem, a jego matka – aszkenazyjską Żydówką. Niedługo po narodzinach, wraz z rodziną powrócił do Izraela i zamieszkał na terenie bazy lotniczej Palmachim. W wieku trzech lat przeprowadzili się do Miszmar ha-Sziwy. 

### Kariera
Wiosną 2009, mając 15 lat wziął udział w przesłuchaniach do siódmego sezonu programu Kochaw Nolad, będący izraelską wersją formatu Pop Idol. Zakwalifikował się do odcinków na żywo. Pomimo bycia jednym z faworytów do wygrania konkursu, przed emisją siódmego odcinka został zdyskwalifikowany przez produkcję za podanie nieprawdziwego wieku. Zgodnie z regulaminem, uczestnik musiał mieć ukończone 16 lat.
Po udziale w konkursie wyruszył w ogólnokrajową trasę koncertową. Pod koniec 2009 wydał debiutancki singiel „Leeabed baruah”. W lipcu 2010 zaprezentował singel „Hoze baneszama”, który został motywem przewodnim programu telewizyjnego stacji Channel 2 Sordim ahawa. W grudniu wydał debiutancki album studyjny, zatytułowany Names mimech, zawierający m.in. jego wersję piosenki greckiego piosenkarza Jorgosa Alkieosa „Opa!”.
15 czerwca 2011 zagrał koncert na terenie Cezarei Nadmorskiej, zostając najmłodszym w historii wykonawcą, który tego dokonał. 29 stycznia 2012 wydał drugi album studyjny, zatytułowany Jeld tow, jeld ra. Rok później premierę miał jego trzeci album, zatytułowany Muzika weszeket. W 2015 ukazała się jego czwarta płyta, zatytułowana Mode ani. W tym samym roku wydał album koncertowy, zatytułowany Mahapecha, zawierający materiał zarejestrowany podczas trasy koncertowej, którą odbył w duecie z Mosze Perecem.
W 2017 wydał kolejny solowy album studyjny, zatytułowany Aczarei kol haszanim, a także koncertowe wydawnictwo o tym samym tytule.

## Dyskografia

### Albumy studyjne
- Names mimech (נמס ממך) (2010)
- Jeld tow, jeld ra (ילד טוב ילד רע) (2012)
- Muzika weszeket (מוזיקה ושקט) (2013)
- Mode ani (מודה אני) (2015)
- Aczarei kol haszanim (אחרי כל השנים) (2017)

### Albumy koncertowe
- Mahapecha (Live) (נמס ממך) (w duecie z Mosze Perecem; 2015)
- Aczarei kol haszanim (Live) (2017)